# Léon (film)
Léon è un film del 1994 scritto e diretto da Luc Besson, interpretato da Jean Reno, Natalie Portman e Gary Oldman.

## Trama

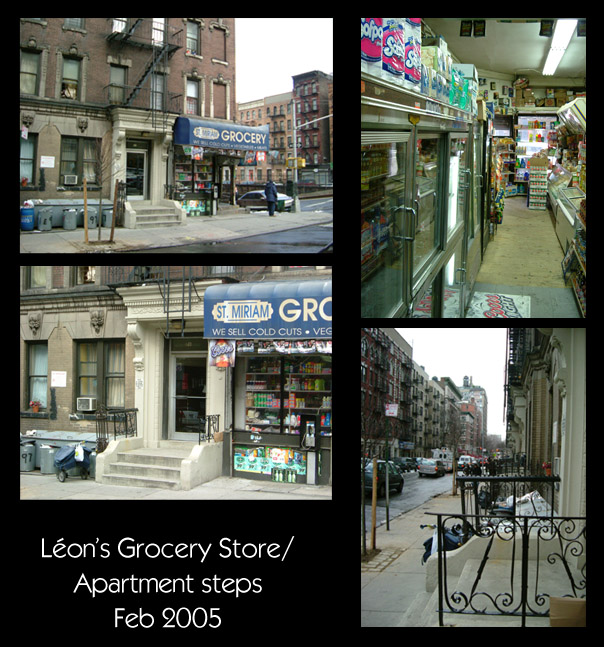
L'edificio sulla 97ª strada di Manhattan, dove abita Léon, e il negozio nel quale compra i suoi due litri di latte giornalieri.

Little Italy, New York. Léon, un sicario italoamericano, vive da solo conducendo un'esistenza quasi maniacale dedita esclusivamente al mestiere di killer e apparentemente priva di qualsiasi emozione; uniche eccezioni a questa apatia sono le cure amorevoli che riserva a una pianta in vaso, che afferma di sentire simile a sé perché altrettanto priva di radici, e la sua regola fondamentale di non uccidere donne e bambini. Come vicini di casa ha la problematica famiglia allargata di una ragazzina di nome Mathilda, di cui fanno parte il padre, immischiato in traffici di droga, la matrigna, la sorellastra e il fratellino di quattro anni, l'unico a cui la giovane sia affezionata veramente.
Un giorno alcuni poliziotti della DEA, comandati dal corrotto e psicopatico Norman Stansfield, irrompono a casa di Mathilda per recuperare una partita di stupefacenti che avevano affidato al padre della ragazza, il quale ha tagliato una parte della droga ma ha sottovalutato l'avvertimento del poliziotto e finge di non sapere nulla in proposito. Stansfield, che nonostante la sua posizione è egli stesso un assiduo consumatore di droghe, scatena un conflitto a fuoco in cui viene massacrata tutta la famiglia di Mathilda, mentre lei si salva poiché fuori casa; al suo rientro, rendendosi conto di quanto è accaduto, suona al campanello di Léon, il quale, dopo un attimo di indecisione e avendo osservato l'accaduto, la fa entrare.
In breve Mathilda scopre l'arsenale di Léon e capisce prontamente la sua professione; l'uomo, la notte stessa, pensa di disfarsi della ragazzina ma non riesce a contravvenire alla sua regola, per cui, confuso, ripone l'arma dopo averla puntata alla testa di Mathilda dormiente. Inizia così il rapporto tra i due, caratterizzato dall'iniziale difficoltà di Léon a rapportarsi con una ragazza e dal desiderio di Mathilda di vendicare il fratellino e dal suo scoprirsi innamorata dell'uomo. Léon accetta di insegnarle il mestiere del sicario mentre Mathilda, che in cambio si occupa della casa e gli insegna a leggere, introdottasi nella sua vecchia abitazione recupera il gruzzolo nascosto e contemporaneamente scopre la vera identità di Stansfield.
Dopo aver offerto inutilmente al sicario il denaro per eliminarlo, Mathilda decide di farsi giustizia da sé lasciandogli un biglietto e il denaro per vendicarla nel caso non ci fosse riuscita: Léon si precipita alla sede della DEA e riesce a salvare Mathilda, il cui piano è fallito, uccidendo due degli uomini di Stansfield. Quest'ultimo, infuriato, impiega poco a rintracciare Léon e gli tende un agguato, forte della sua posizione di alto funzionario, mobilitando una forza d'assalto. L'abilissimo e spietato Léon riesce a mettere in salvo Mathilda e a tenere in scacco gli assalitori; camuffato da agente riesce quasi a fuggire, ma Stansfield lo riconosce, lo insegue e gli spara alle spalle. A terra morente, Léon riesce comunque a rimuovere la sicura delle granate che teneva indosso facendosi esplodere insieme a Stansfield e vendicando così Mathilda.
Quest'ultima, dopo aver bussato alla porta del datore di lavoro di Léon e aver capito che nessun aiuto le sarebbe giunto da quella parte, torna al collegio che in precedenza aveva smesso di frequentare: lì racconta la sua storia all'esterrefatta direttrice, per poi piantare nell'immenso giardino della tenuta la piantina di Léon.

## Produzione
Il soggetto e la sceneggiatura sono sempre di Besson il quale, per la parte dello spietato killer Léon, scelse Jean Reno, a cui aveva già fatto recitare un ruolo molto simile in Nikita (1990).
Natalie Portman, all'inizio del casting, sembrava troppo giovane per la parte di Mathilda, ma Besson cambiò idea dopo averla vista recitare; per tale ruolo era stata presa in considerazione anche Liv Tyler, ma venne ritenuta troppo grande poiché all'epoca già diciassettenne. Una volta ventiseienne, Portman ha rivelato che la sua partecipazione al film la portò a ricevere lettere "sessualmente esplicite" da parte di fan, e che quest'esperienza la condizionò molto nelle sue successive scelte lavorative, tanto che per molto tempo si rifiutò di girare scene di sesso.

## Accoglienza
Léon, con il suo 34º posto nella IMDb Top 250, è il film francese con la posizione più alta in classifica.
Empire ha posizionato la pellicola al 227º posto della sua classifica dei 500 migliori film della storia; inoltre, la stessa rivista britannica ha collocato Mathilda al 62° in quella riservata ai 100 personaggi più importanti del cinema.
Per quanto di produzione francese è stato il primo film di Besson ad alto budget e con un cast internazionale. Oltre a Jean Reno (già presente nel cast di Nikita) il film vede la partecipazione di Gary Oldman e Danny Aiello, attori affermatisi ad Hollywood all'inizio degli anni '90. Il budget fu di 16 milioni di dollari e ne incassò 45 milioni a livello internazionale. In Francia il film fu campione al botteghino, incassando 26,8 milioni di dollari.

## Riconoscimenti
- 1995 – Premio César
  - Candidatura al miglior film
  - Candidatura al miglior attore protagonista a Jean Reno
  - Candidatura al miglior regista a Luc Besson
  - Candidatura alla migliore musica a Éric Serra
  - Candidatura alla migliore fotografia a Thierry Arbogast
  - Candidatura al miglior montaggio a Sylvie Landra
  - Candidatura al miglior sonoro a François Groult, Pierre Excoffier, Gérard Lamps e Bruno Tarrière